# Assassinato de Mireille Knoll

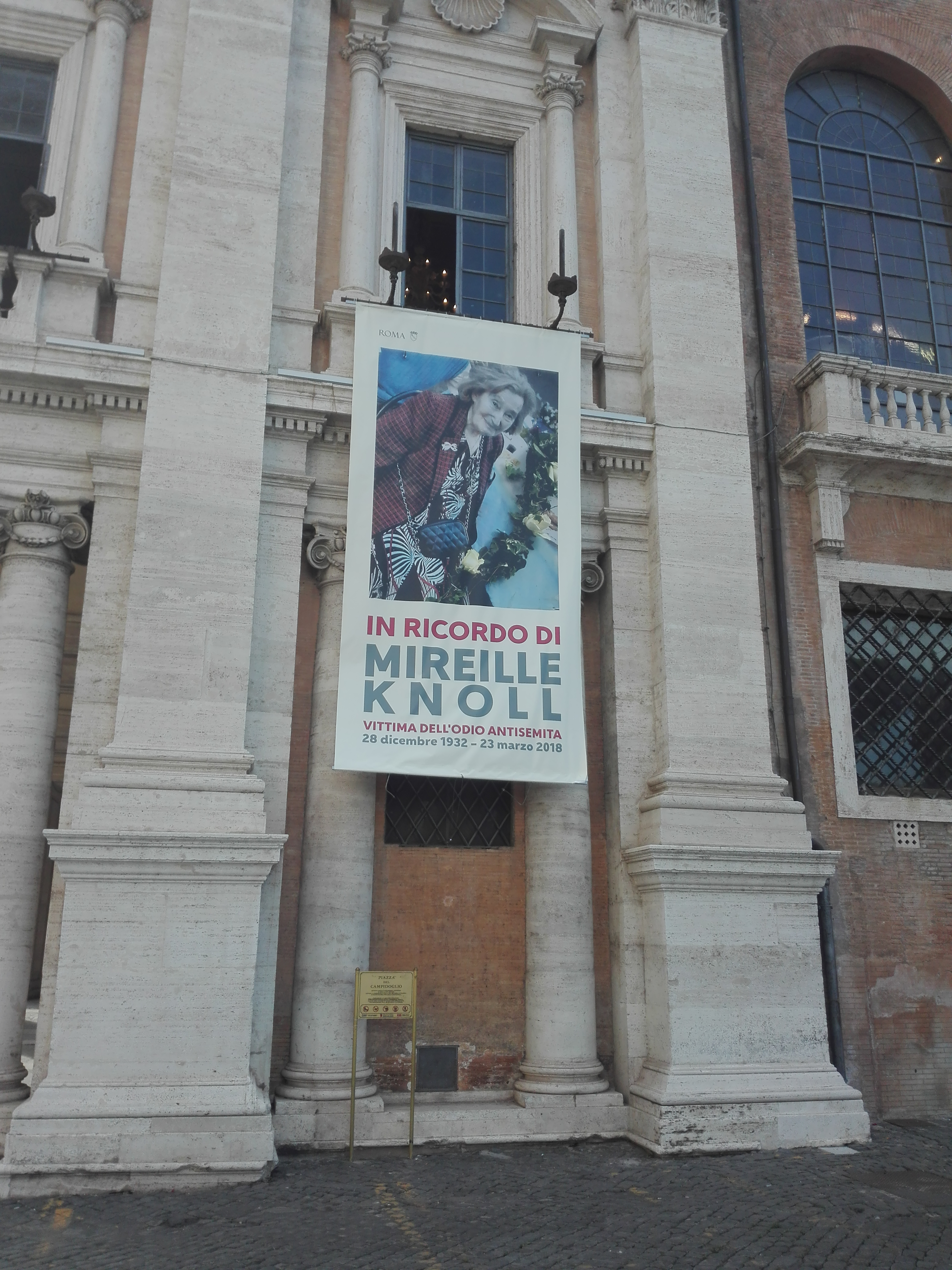
Cartaz homenageando Mireille Knoll em Roma, Itália.

Mireille Knoll foi uma judia francesa de 85 anos e sobrevivente do Holocausto que foi assassinada em seu apartamento em Paris em 23 de março de 2018. O assassinato foi oficialmente descrito pelas autoridades francesas como um crime de ódio antissemita.

## Assassinato
Existem dois supostos agressores, Yacine Mihoub e Alex Carrimbacus. Um deles, um vizinho de 29 anos de Knoll, que sofria de mal de Parkinson, e a conhecia desde criança, e o outro, um desempregado de 21 anos. Os dois suspeitos entraram no apartamento e supostamente esfaquearam Knoll onze vezes antes de atear fogo nela. O suspeito mais velho disse aos investigadores que o suspeito mais jovem afirmou “Ela é judia. Ela deve ter dinheiro. ” Os dois suspeitos acusaram um ao outro do esfaqueamento, um deles alegando que o outro gritou Allahu akbar ao esfaqueá-la.